# 底比斯的塞貝斯
底比斯的塞貝斯（英語：Cebes of Thebes，前430年—前350年），毕达哥拉斯学派哲学家，菲洛勞斯的门生。根据柏拉图所称，在苏格拉底服毒前不久，塞貝斯为参加讨论永生的人之一。